# متحف الفن والتاريخ (جنيف)

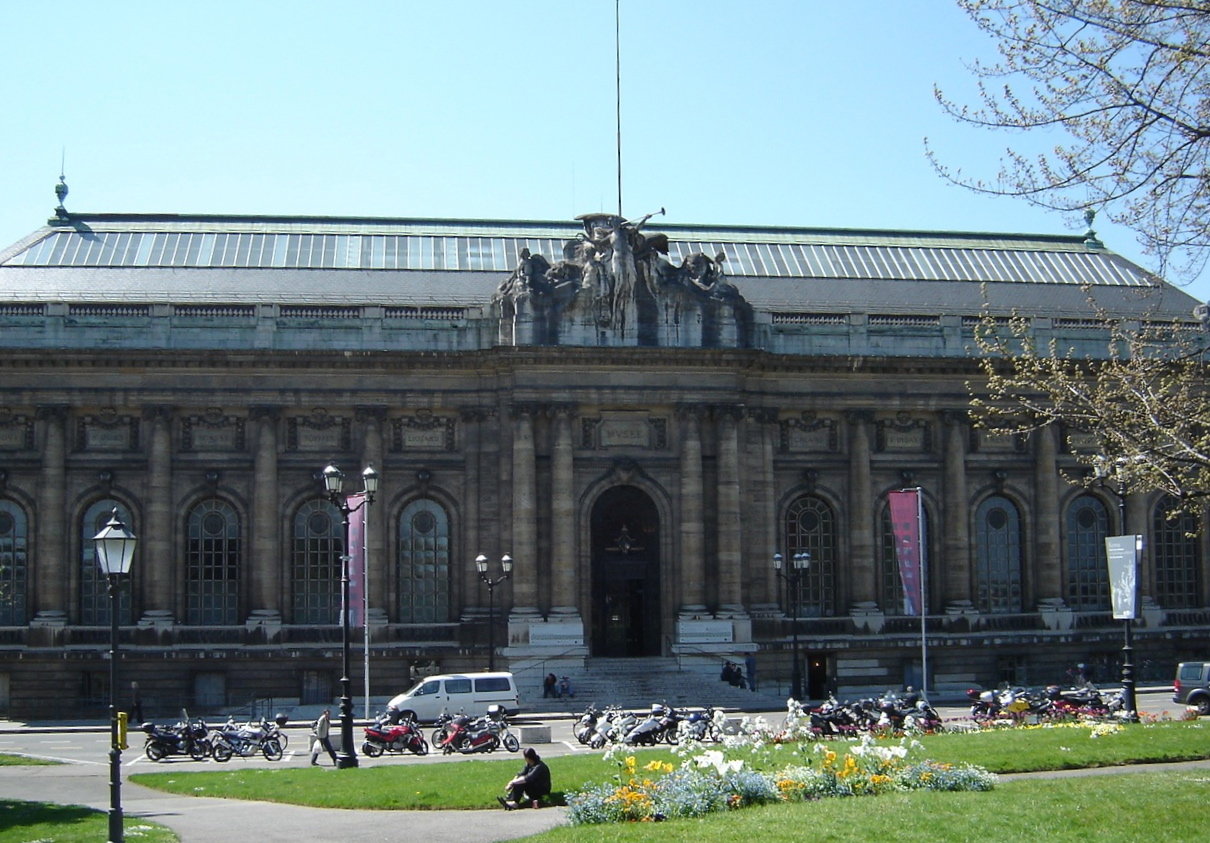
الواجهة الرئيسية لمتحف الفن والتاريخ.

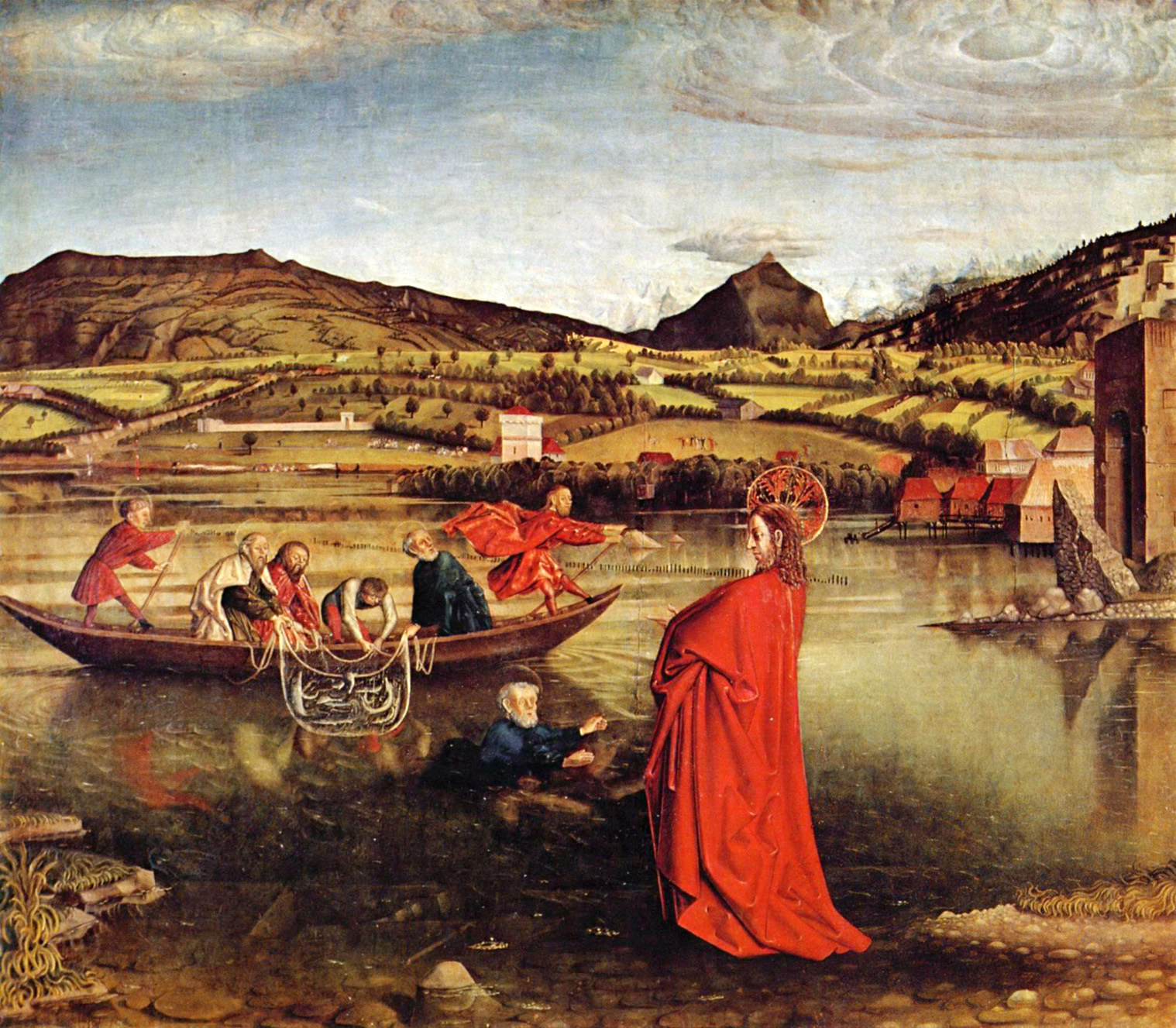
مشروع الأسماك المعجزة بقلم كونراد ويتز.

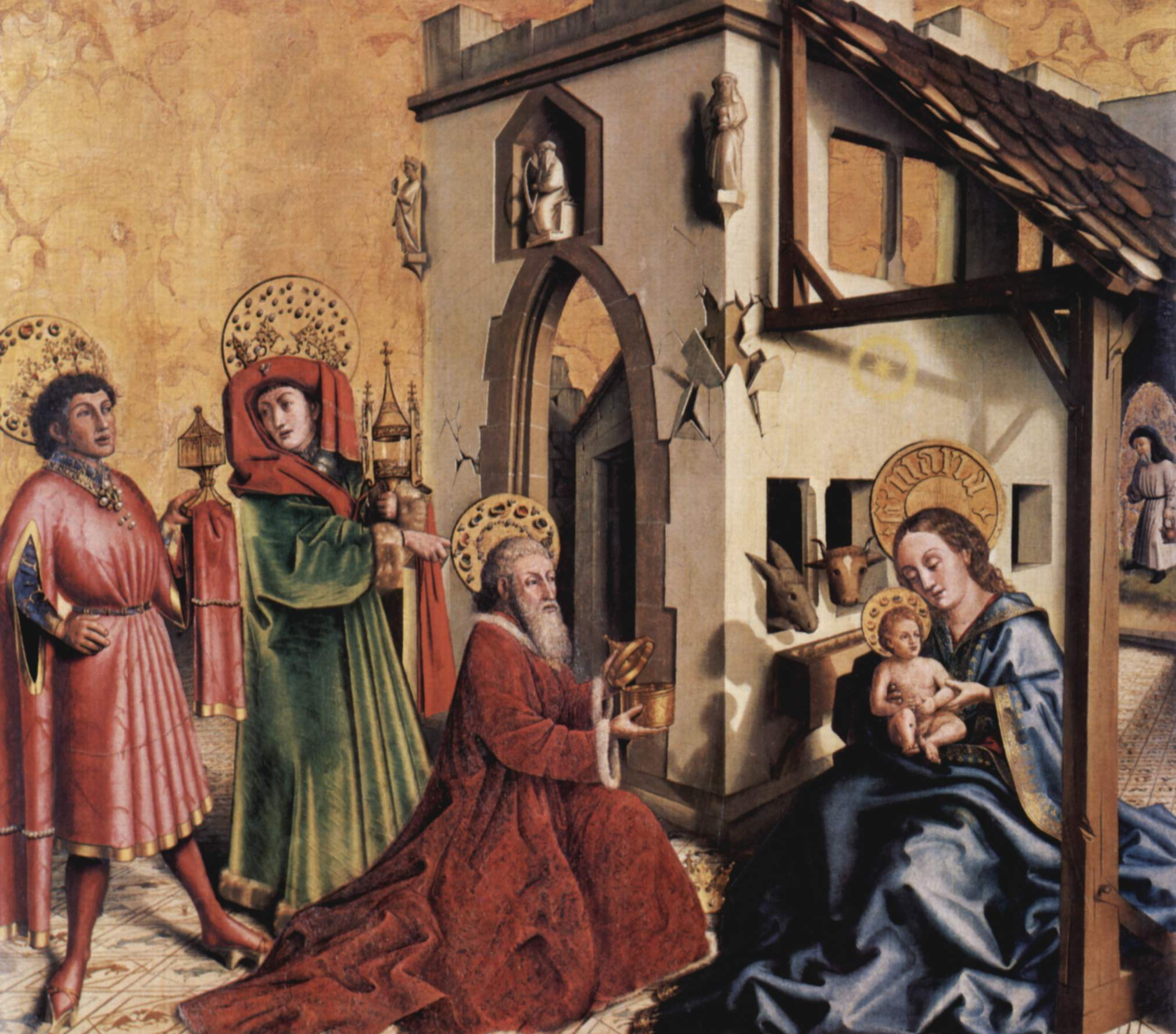
لوحة العشق لكونراد ويتز.

متحف الفن والتاريخ (بالفرنسية: Musée dArt et dHistoire)‏ هو أكبر متحف فني في جنيف، سويسرا.

## المبنى
يقع المتحف في لي ترونشيه (بالفرنسية: Les Tranchées)‏، في وسط المدينة، في موقع حلقة التحصين السابقة. تم بناؤه من قبل المهندس المعماري مارك كاموليتي بين عامي 1903 و 1910، وبتمويل من المصرفي تشارلز جالاند (1816–1901). المبنى مربع مع 60 م (200 قدم) جوانب محيطة بفناء داخلي. يتكون من أربعة طوابق، مع فوانيس على السطح في الطابق العلوي، ومساحة إجمالية للعرض تبلغ 7000 متر مربع (75000 قدم مربع).
الواجهة مزينة بمنحوتات لبول أملين: يمكن رؤية قصة رمزية للفنون، تصور الرسم والنحت والرسم والعمارة، على الجملون المثلث فوق المدخل، ويمكن رؤية قصتين رمزية أخرى، من علم الآثار والفن التطبيقي، في الركن الأيمن والأيسر للمبنى على التوالي. الجزء العلوي من إفريز يتضمن أسماء الفنانين الجنيفيين: داسييه، الباود-بوفي، سانت لنا، أجاسي، توبفير، ليوتارد، كالام، ديداي، مين، بوتيتو، أرلود وبرادير.

## المتحف

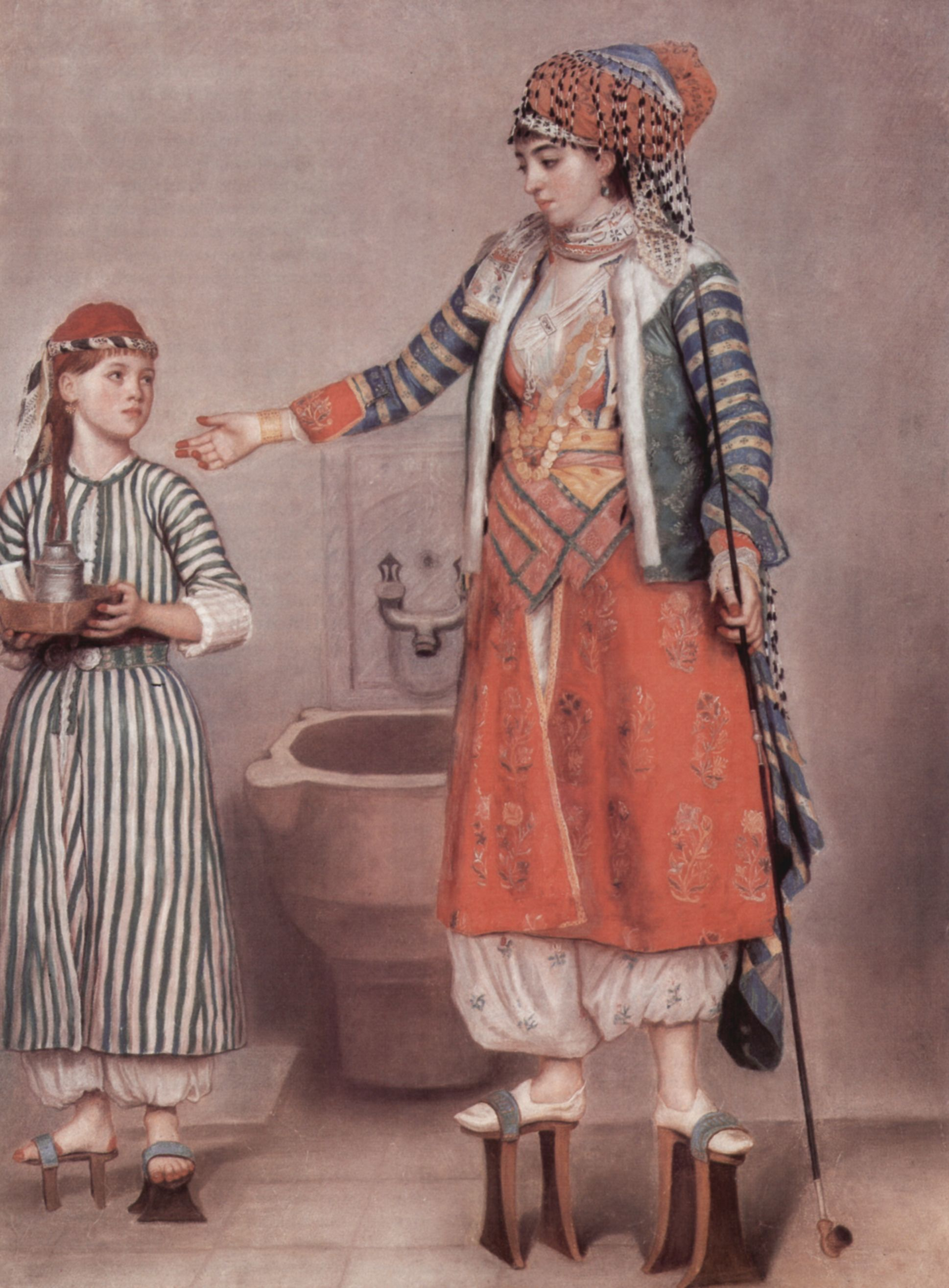
امرأة تركية مع خادمة

يعود تاريخ المتحف كمؤسسة إلى عام 1826 ومتحف الفنون الجميلة، الذي تم افتتاحه في ما يعرف الآن باسم ميزي راث. كما تم مؤخرًا تأسيس ميزي أكاديميك، الذي غطت معروضاته التاريخ الطبيعي وعلم الآثار (في عام 1818). استحوذت مدينة جنيف على متحف الفنون الجميلة عام 1851، والتي تلقت أيضًا مجموعة الأسلحة والتحف التاريخية لدولة جنيف في عام 1870.
في النصف الثاني من القرن التاسع عشر، تم توسيع هذه المجموعات المتنوعة من خلال التبرعات، مما جعل غرف المعارض الجديدة ضرورية. في عام 1897، تم تأسيس شركة متحف جنيف بهدف إنشاء متحف جديد. في عام 1900، أقامت مدينة جنيف مسابقة معمارية لتصميم مبنى جديد. تم بناء متحف الفن والتاريخ أخيرًا من عام 1903 إلى عام 1910 بفضل الوصية من تشارلز جالاند. ومع ذلك، سرعان ما تم إرسال أجزاء من المجموعة إلى متاحف جديدة بسبب نقص المساحة.
في متحف الفن آخرون للتاريخ رؤساء الجمعية لجميع الفنون والمتاحف التاريخية في مدينة جنيف، ومتحف الصورة دي فنون وللتاريخ. المتاحف الأخرى في هذه المجموعة هي كابينيه دي إيستامب (رسومات)، ومتحف أريانا (بورسلين)، ومتحف راث (معارض خاصة)، وتاريخ جنيف (بالفرنسية: Maison Tavel)‏، Musée de ومتحف الهولورجي (الساعات والمينا). تضم المجموعة أيضًا استوديوًا للترميم الفني ومختبرات بحثية ومكتبة للفنون والآثار بها 400000 كتاب.

## المجموعات
يحتوي قسم الفنون الجميلة على لوحات من العصور الوسطى حتى القرن العشرين، مع أعمال للمدارس الإيطالية والهولندية والفرنسية والإنجليزية وجنيفان والسويسرية. اللوحة الأكثر شهرة هي ذا ميراكوليس درافت أو فيشز (بالإنجليزية: The Miraculous Draft of Fishes)‏ (1444) بواسطة كونراد ويتز، الواردة في ويتز سانت بيتر ألتاربيس. ومن بين الفنانين الرئيسيين الآخرين رامبرانت وسيزان وموديجلياني والنحات رودين. يحتوي المتحف أيضًا على العديد من الأعمال التي قام بها جان إتيان ليوتارد، وفرديناند هودلر، وفيليكس فالوتون، وإدموند جان دي بوري، وجان بابتيست-كميل كورو. تعد مجموعة أعمال الرسام الكلاسيكي الجديد جينيفان جان بيير سان أورز (توفي 1809) أفضل بكثير من أي متحف.
يحتوي قسم الفن التطبيقي على مجموعات من الفن البيزنطي، أيقونات، أسلحة من العصور الوسطى وعصر النهضة، فضيات وصفيح، آلات موسيقية ومنسوجات. تم بناء الأثاث الداخلي الكامل والألواح الخشبية من عدة غرف في لاور كاستل زيزير (أواخر القرن السابع عشر) في المتحف. يعرضُ قسم علم الآثار نتائج من عصور ما قبل التاريخ الأوروبية، ومصر القديمة (مع مومياء من القرن التاسع قبل الميلاد)، ثقافة كرمة في السودان، والشرق الأدنى، واليونان القديمة، وإيطاليا الرومانية وما قبل الرومانية، بالإضافة إلى خزانة نقودي.

## رابط خارجي
- الصفحة الرئيسية (متوفرة جزئيًا باللغة الإنجليزية)